# Cabrerolles
Cabrerolles [ka.bʁə.ʁɔ.lə], en occitan Cabrairòlas [ka.βraj.'rɔ.lo̞s], est une commune française située dans le centre du département de l'Hérault, en région Occitanie.
Exposée à un climat méditerranéen, elle est drainée par le Rieutort, le Taurou, le ruisseau de Saint-Ouyres, le Tauroussel, le ruisseau de Valignères et par divers autres petits cours d'eau. Elle est incluse dans le parc naturel régional du Haut-Languedoc.
Cabrerolles est une commune rurale qui compte 338 habitants en 2022, après avoir connu un pic de population de 750 habitants en 1866. Ses habitants sont appelés les Cabrerollois et Cabrerolloises.

## Géographie

### Communes limitrophes

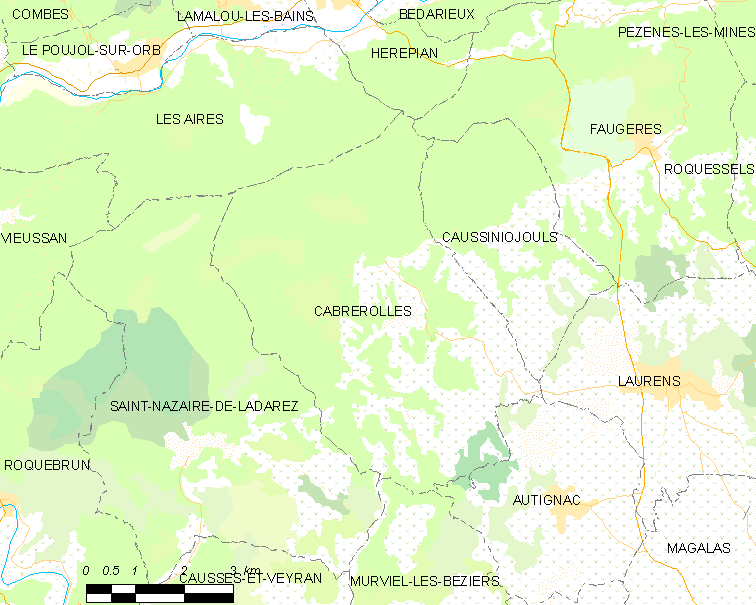
Carte de localisation.

| Les Aires                | Hérépian    | Faugères       |
| Saint-Nazaire-de-Ladarez | Cabrerolles | Caussiniojouls |
| Murviel-lès-Béziers      | Autignac    | Laurens        |

### Climat
Pour des articles plus généraux, voir Climat de l'Occitanie et Climat de l'Hérault.
En 2010, le climat de la commune est de type climat méditerranéen franc, selon une étude s'appuyant sur une série de données couvrant la période 1971-2000. En 2020, Météo-France publie une typologie des climats de la France métropolitaine dans laquelle la commune est exposée à un climat méditerranéen et est dans la région climatique  Provence, Languedoc-Roussillon, caractérisée par une pluviométrie faible en été, un très bon ensoleillement (2 600 h/an), un été chaud (21,5 °C), un air très sec en été, sec en toutes saisons, des vents forts (fréquence de 40 à 50 % de vents > 5 m/s) et peu de brouillards.
Pour la période 1971-2000, la température annuelle moyenne est de 13,2 °C, avec une amplitude thermique annuelle de 15,7 °C. Le cumul annuel moyen de précipitations est de 1 085 mm, avec 7,4 jours de précipitations en janvier et 3,1 jours en juillet. Pour la période 1991-2020, la température moyenne annuelle observée sur la station météorologique la plus proche, située sur la commune des Aires à 4,32 km à vol d'oiseau, est de 14,0 °C et le cumul annuel moyen de précipitations est de 1 111,8 mm,. Pour l'avenir, les paramètres climatiques de la commune estimés pour 2050 selon différents scénarios d'émission de gaz à effet de serre sont consultables sur un site dédié publié par Météo-France en novembre 2022.

### Milieux naturels et biodiversité

#### Espaces protégés
La protection réglementaire est le mode d’intervention le plus fort pour préserver des espaces naturels remarquables et leur biodiversité associée,.
Un  espace protégé est présent sur la commune : 
le parc naturel régional du Haut-Languedoc, créé en 1973 et d'une superficie de 307 184 ha, qui s'étend sur 118 communes et deux départements. Implanté de part et d’autre de la ligne de partage des eaux entre Océan Atlantique et mer Méditerranée, ce territoire est un véritable balcon dominant les plaines viticoles du Languedoc et les étendues céréalières du Lauragais,.

## Urbanisme

### Typologie
Au 1er janvier 2024, Cabrerolles est catégorisée commune rurale à habitat dispersé, selon la nouvelle grille communale de densité à sept niveaux définie par l'Insee en 2022.
Elle est située hors unité urbaine et hors attraction des villes,.

### Occupation des sols
L'occupation des sols de la commune, telle qu'elle ressort de la base de données européenne d’occupation biophysique des sols Corine Land Cover (CLC), est marquée par l'importance des forêts et milieux semi-naturels (70,1 % en 2018), en diminution par rapport à 1990 (72,8 %). La répartition détaillée en 2018 est la suivante : 
forêts (63,5 %), cultures permanentes (29 %), milieux à végétation arbustive et/ou herbacée (3,5 %), espaces ouverts, sans ou avec peu de végétation (3,1 %), zones agricoles hétérogènes (0,9 %). L'évolution de l’occupation des sols de la commune et de ses infrastructures peut être observée sur les différentes représentations cartographiques du territoire : la carte de Cassini (XVIIIe siècle), la carte d'état-major (1820-1866) et les cartes ou photos aériennes de l'IGN pour la période actuelle (1950 à aujourd'hui).

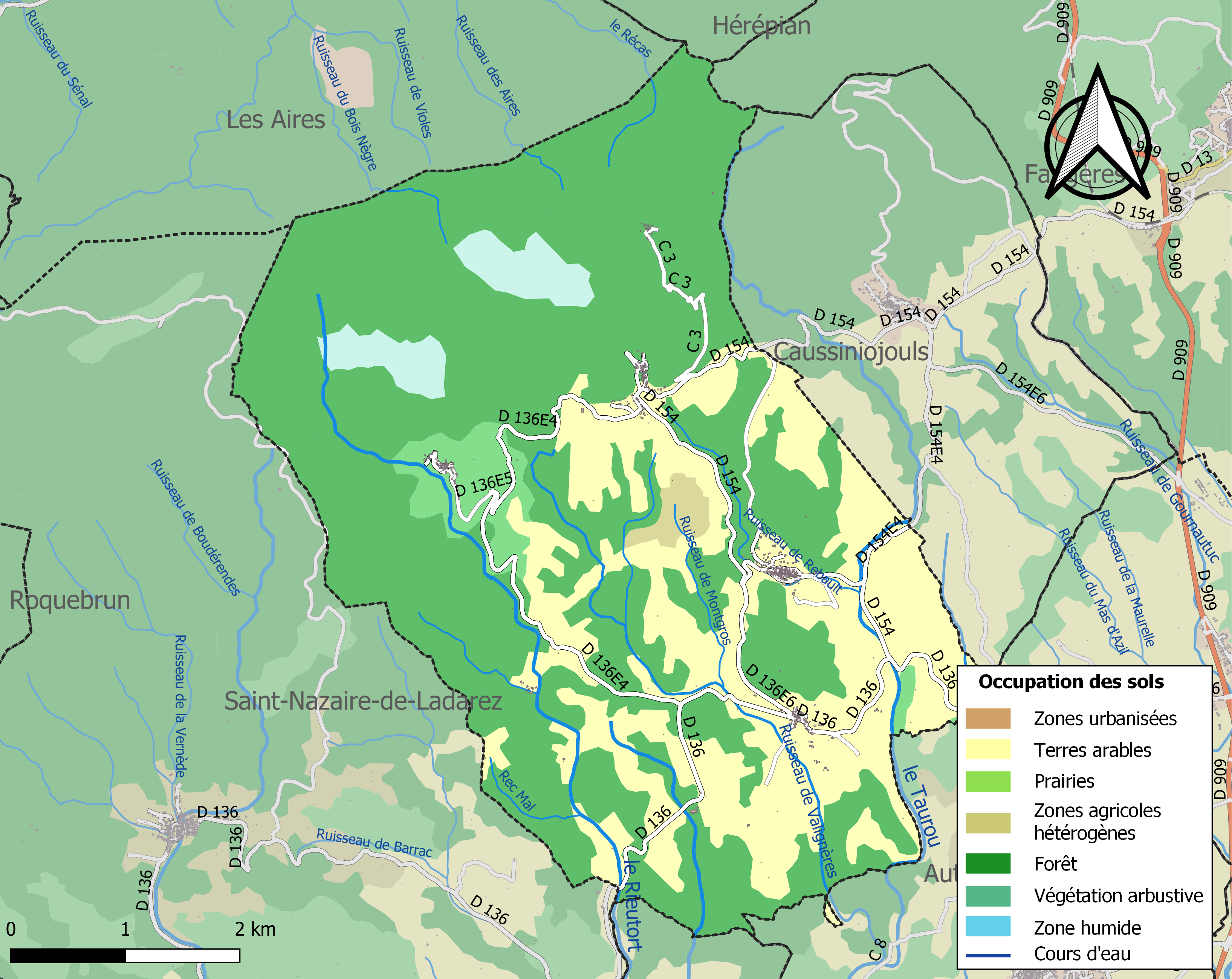
Carte des infrastructures et de l'occupation des sols de la commune en 2018 (CLC).

### Risques majeurs
Le territoire de la commune de Cabrerolles est vulnérable à différents aléas naturels : météorologiques (tempête, orage, neige, grand froid, canicule ou sécheresse), inondations, feux de forêts et séisme (sismicité très faible). Il est également exposé à un risque particulier : le risque de radon. Un site publié par le BRGM permet d'évaluer simplement et rapidement les risques d'un bien localisé soit par son adresse soit par le numéro de sa parcelle.

#### Risques naturels
Certaines parties du territoire communal sont susceptibles d’être affectées par le risque d’inondation par débordement de cours d'eau, notamment le Rieutort, le ruisseau de Saint-Ouyres et le Taurou. La commune a été reconnue en état de catastrophe naturelle au titre des dommages causés par les inondations et coulées de boue survenues en 1982, 1984, 1986, 1996, 2005, 2014 et 2019,.
Cabrerolles est exposée au risque de feu de forêt. Un plan départemental de protection des forêts contre les incendies (PDPFCI) a été approuvé en juin 2013 et court jusqu'en 2022, où il doit être renouvelé. Les mesures individuelles de prévention contre les incendies sont précisées par deux arrêtés préfectoraux et s’appliquent dans les zones exposées aux incendies de forêt et à moins de 200 mètres de celles-ci. L’arrêté du 25 avril 2002 réglemente l'emploi du feu en interdisant notamment d’apporter du feu, de fumer et de jeter des mégots de cigarette dans les espaces sensibles et sur les voies qui les traversent sous peine de sanctions. L'arrêté du 11 mars 2013 rend le débroussaillement obligatoire, incombant au propriétaire ou ayant droit,.

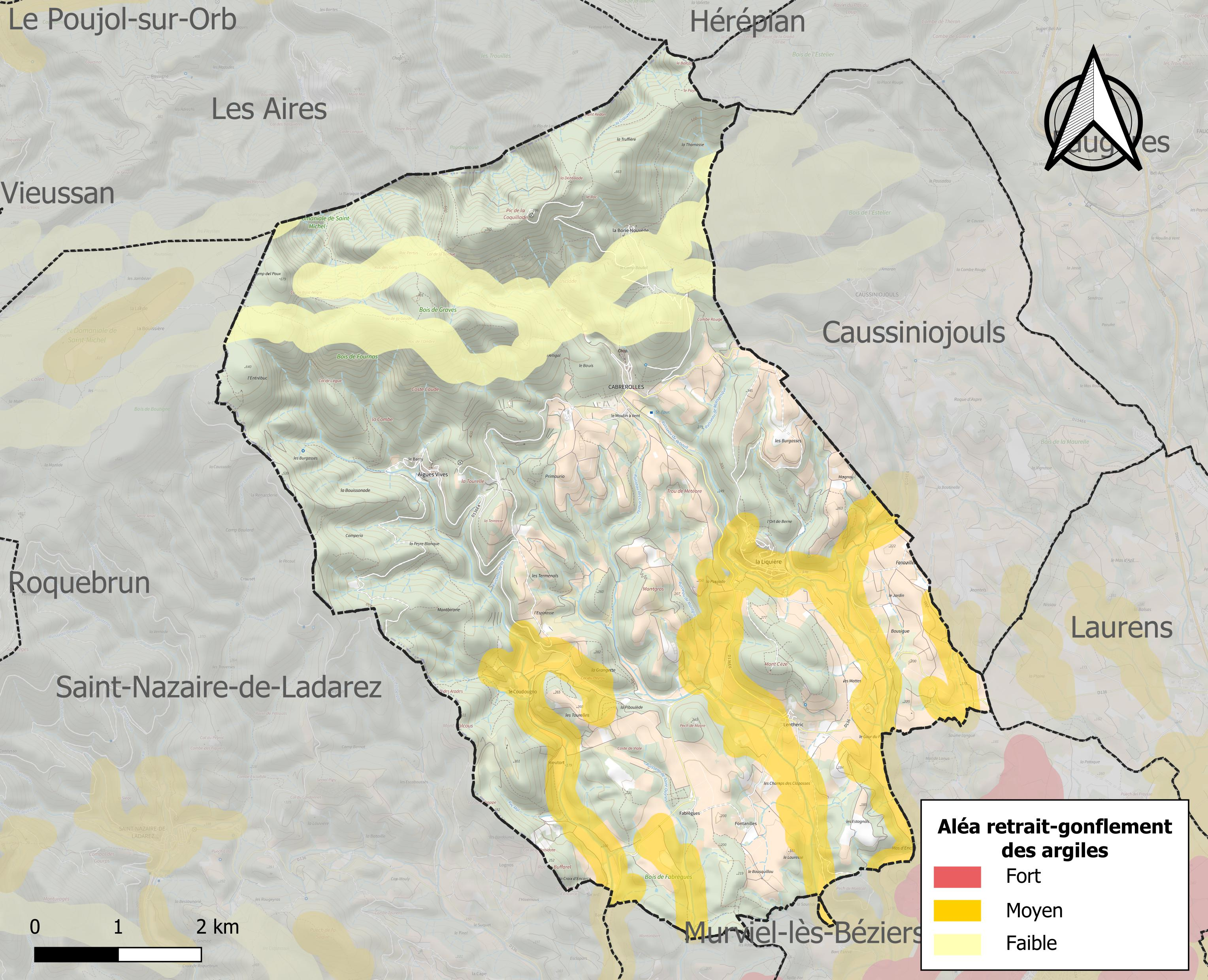
Carte des zones d'aléa retrait-gonflement des sols argileux de Cabrerolles.

Le retrait-gonflement des sols argileux est susceptible d'engendrer des dommages importants aux bâtiments en cas d’alternance de périodes de sécheresse et de pluie. 16,4 % de la superficie communale est en aléa moyen ou fort (59,3 % au niveau départemental et 48,5 % au niveau national). Sur les 273 bâtiments dénombrés sur la commune en 2019, 133 sont en aléa moyen ou fort, soit 49 %, à comparer aux 85 % au niveau départemental et 54 % au niveau national. Une cartographie de l'exposition du territoire national au retrait gonflement des sols argileux est disponible sur le site du BRGM,.
Par ailleurs, afin de mieux appréhender le risque d’affaissement de terrain, l'inventaire national des cavités souterraines permet de localiser celles situées sur la commune.

#### Risque particulier
Dans plusieurs parties du territoire national, le radon, accumulé dans certains logements ou autres locaux, peut constituer une source significative d’exposition de la population aux rayonnements ionisants. Certaines communes du département sont concernées par le risque radon à un niveau plus ou moins élevé. Selon la classification de 2018, la commune de Cabrerolles est classée en zone 2, à savoir zone à potentiel radon faible mais sur lesquelles des facteurs géologiques particuliers peuvent faciliter le transfert du radon vers les bâtiments.

## Toponymie

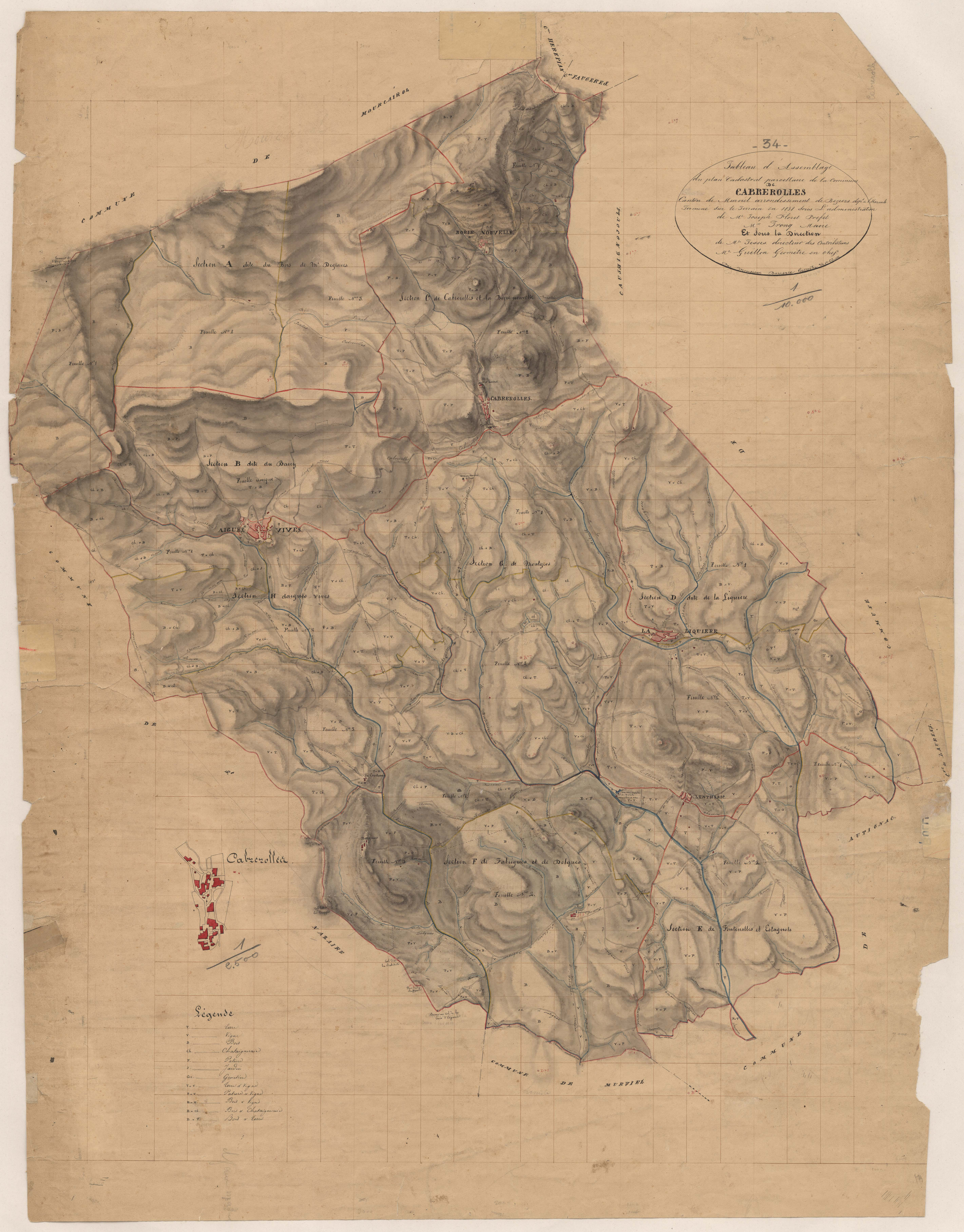
Cadastre napoléonien : tableau d'assemblage (1838).

La commune a été connue sous les variantes : Cabrairole (1199), de Cabrairola (1247), de Calvayrola (1271), de Cabrayrollis (1344), de Caprairolis (XVIe siècle), Cabrairoles (1643), Cabrerolles (1708), Cabreyrolle (1740), Cabrerolles (1770).
Diminutif de cabrièra +  suffixe -òla, caractérisqtique de l'ancien occitan au sens de « étable ou parc à chèvres ».

## Politique et administration
| Période                                  | Période   | Identité                | Étiquette | Qualité                                             |
| ---------------------------------------- | --------- | ----------------------- | --------- | --------------------------------------------------- |
| 1790                                     | 1794      | Pierre Gept             |           |                                                     |
| 1794                                     | 1796      | François Lagarde        |           |                                                     |
| 1796                                     | 1797      | Charles Carratié        |           |                                                     |
| 1797                                     | 1799      | Pierre Jean Piques      |           |                                                     |
| 1799                                     | 1800      | Jean François Galzy     |           |                                                     |
| 1800                                     | 1801      | François Lagarde        |           |                                                     |
| 1801                                     | 1801      | Étienne Duran           |           |                                                     |
| 1801                                     | 1806      | François Lagarde        |           |                                                     |
| 1806                                     | 1819      | Jean François Galzy     |           |                                                     |
| 1819                                     | 1823      | Jean Pierre Adrien Gept |           |                                                     |
| 1823                                     | 1832      | Jean-Pierre Vidal       |           |                                                     |
| 1832                                     | 1837      | Augustin Maury          |           |                                                     |
| 1837                                     | 1840      | Jean-Pierre Tronq       |           |                                                     |
| 1840                                     | 1843      | Jean-Pierre Vidal       |           |                                                     |
| 1843                                     | 1847      | Auguste Carratié        |           |                                                     |
| 1847                                     | 1848      | Adrien Henri Gept       |           |                                                     |
| 1848                                     | 1870      | Jean Vidal              |           |                                                     |
| 1870                                     | 1871      | Pierre Carratié         |           |                                                     |
| 1871                                     | 1874      | Antonin Barral          |           |                                                     |
| 1874                                     | 1876      | Frédéric Cauines        |           |                                                     |
| 1876                                     | 1878      | Florentin Lagarde       |           |                                                     |
| 1878                                     | 1881      | Jean-Paul Maury         |           |                                                     |
| 1881                                     | 1885      | Théodore Brunet         |           |                                                     |
| 1885                                     | 1896      | Germain Barral          |           |                                                     |
| 1896                                     | 1897      | Germain Roger           |           |                                                     |
| 1897                                     | 1900      | André Gaillard          |           |                                                     |
| 1900                                     | 1904      | François Célestin Gely  |           |                                                     |
| 1904                                     | 1914      | Léonce Roque            |           |                                                     |
| 1914                                     | 1919      | Marius Carratié         |           |                                                     |
| 1919                                     | 1919      | Léonce Roque            |           |                                                     |
| 1919                                     | 1935      | Pierre Carratié         |           |                                                     |
| 1935                                     | 1944      | Paul Cavailhé           |           |                                                     |
| 1944                                     | 1945      | Désiré Vinals           |           |                                                     |
| 1945                                     | 1953      | René Abbal              |           |                                                     |
| 1953                                     | mars 1989 | Jean Vidal              |           |                                                     |
| mars 1989                                | mars 1995 | Serge Guittard          |           |                                                     |
| mars 1995                                | 2020      | Emmanuel Villaneuva     |           | Agriculteur retraité                                |
| 2020                                     | En cours  | Séverine Saur           | PS        | Commerçante, conseillère départementale depuis 2021 |
| Les données manquantes sont à compléter. |           |                         |           |                                                     |

## Démographie
L'évolution du nombre d'habitants est connue à travers les recensements de la population effectués dans la commune depuis 1793. Pour les communes de moins de 10 000 habitants, une enquête de recensement portant sur toute la population est réalisée tous les cinq ans, les populations de référence des années intermédiaires étant quant à elles estimées par interpolation ou extrapolation. Pour la commune, le premier recensement exhaustif entrant dans le cadre du nouveau dispositif a été réalisé en 2004.

En 2022, la commune comptait 338 habitants, en évolution de +1,81 % par rapport à 2016 (Hérault : +7,49 %, France hors Mayotte : +2,11 %).
| 1793 | 1800 | 1806 | 1821 | 1831 | 1836 | 1841 | 1846 | 1851 |
| ---- | ---- | ---- | ---- | ---- | ---- | ---- | ---- | ---- |
| 427  | 463  | 533  | 603  | 622  | 696  | 694  | 730  | 713  |

| 1856 | 1861 | 1866 | 1872 | 1876 | 1881 | 1886 | 1891 | 1896 |
| ---- | ---- | ---- | ---- | ---- | ---- | ---- | ---- | ---- |
| 708  | 736  | 750  | 701  | 687  | 608  | 551  | 529  | 527  |

| 1901 | 1906 | 1911 | 1921 | 1926 | 1931 | 1936 | 1946 | 1954 |
| ---- | ---- | ---- | ---- | ---- | ---- | ---- | ---- | ---- |
| 518  | 479  | 451  | 496  | 458  | 462  | 403  | 416  | 388  |

| 1962 | 1968 | 1975 | 1982 | 1990 | 1999 | 2004 | 2006 | 2009 |
| ---- | ---- | ---- | ---- | ---- | ---- | ---- | ---- | ---- |
| 293  | 284  | 256  | 255  | 293  | 270  | 297  | 324  | 355  |

| 2014 | 2019 | 2022 | - | - | - | - | - | - |
| ---- | ---- | ---- | - | - | - | - | - | - |
| 330  | 341  | 338  | - | - | - | - | - | - |

## Économie

### Revenus
En 2018, la commune compte 161 ménages fiscaux, regroupant 359 personnes. La médiane du revenu disponible par unité de consommation est de 19 190 € (20 330 € dans le département).

### Emploi
|                | 2008   | 2013   | 2018   |
| -------------- | ------ | ------ | ------ |
| Commune        | 7,8 %  | 12,1 % | 13,3 % |
| Département    | 10,1 % | 11,9 % | 12 %   |
| France entière | 8,3 %  | 10 %   | 10 %   |

En 2018, la population âgée de 15 à 64 ans s'élève à 209 personnes, parmi lesquelles on compte 79,6 % d'actifs (66,4 % ayant un emploi et 13,3 % de chômeurs) et 20,4 % d'inactifs,. En  2018, le taux de chômage communal (au sens du recensement) des 15-64 ans est supérieur à celui du département et de la France, alors qu'en 2008 la situation était inverse.
La commune est hors attraction des villes,. Elle compte 75 emplois en 2018, contre 91 en 2013 et 93 en 2008. Le nombre d'actifs ayant un emploi résidant dans la commune est de 142, soit un indicateur de concentration d'emploi de 53,2 % et un taux d'activité parmi les 15 ans ou plus de 57,8 %.
Sur ces 142 actifs de 15 ans ou plus ayant un emploi, 50 travaillent dans la commune, soit 35 % des habitants. Pour se rendre au travail, 88,1 % des habitants utilisent un véhicule personnel ou de fonction à quatre roues, 1,4 % les transports en commun, 5,6 % s'y rendent en deux-roues, à vélo ou à pied et 4,9 % n'ont pas besoin de transport (travail au domicile).

### Activités hors agriculture

#### Secteurs d'activités
38 établissements sont implantés  à Cabrerolles au 31 décembre 2019. Le tableau ci-dessous en détaille le nombre par secteur d'activité et compare les ratios avec ceux du département,.
| Secteur d'activité                                                                                        | Commune | Commune | Département |
| Secteur d'activité                                                                                        | Nombre  | %       | %           |
| --- | ------- | ------- | ----------- |
| Ensemble                                                                                                  | 38      |         |             |
| Industrie manufacturière, industries extractives et autres                                                | 5       | 13,2 %  | (6,7 %)     |
| Construction                                                                                              | 9       | 23,7 %  | (14,1 %)    |
| Commerce de gros et de détail, transports, hébergement et restauration                                    | 9       | 23,7 %  | (28 %)      |
| Information et communication                                                                              | 2       | 5,3 %   | (3,3 %)     |
| Activités immobilières                                                                                    | 4       | 10,5 %  | (5,3 %)     |
| Activités spécialisées, scientifiques et techniques et activités de services administratifs et de soutien | 4       | 10,5 %  | (17,1 %)    |
| Administration publique, enseignement, santé humaine et action sociale                                    | 2       | 5,3 %   | (14,2 %)    |
| Autres activités de services                                                                              | 3       | 7,9 %   | (8,1 %)     |

Le secteur du commerce de gros et de détail, des transports, de l'hébergement et de la restauration est prépondérant sur la commune puisqu'il représente 23,7 % du nombre total d'établissements de la commune (9 sur les 38 entreprises implantées  à Cabrerolles), contre 28 % au niveau départemental.

#### Entreprises et commerces
Les quatre entreprises ayant leur siège social sur le territoire communal qui génèrent le plus de chiffre d'affaires en 2020 sont : 
- ST Chamond Gevaarm, commerce de détail d'équipements automobiles (191 k€) ;
- MPS Maintenance Palau Services, réparation de machines et équipements mécaniques (111 k€) ;
- Renosouth, activités de pré-presse (46 k€) ;
- E-Nov Incom, traitement de données, hébergement et activités connexes (2 k€).

### Agriculture
La commune est dans les Garrigues, une petite région agricole occupant une partie du centre et du nord-est du département de l'Hérault. En 2020, l'orientation technico-économique de l'agriculture  sur la commune est la viticulture.
|               | 1988 | 2000 | 2010 | 2020 |
| ------------- | ---- | ---- | ---- | ---- |
| Exploitations | 44   | 38   | 29   | 26   |
| SAU (ha)      | 591  | 714  | 556  | 545  |

Le nombre d'exploitations agricoles en activité et ayant leur siège dans la commune est passé de 44 lors du recensement agricole de 1988  à 38 en 2000 puis à 29 en 2010 et enfin à 26 en 2020, soit une baisse de 41 % en 32 ans. Le même mouvement est observé à l'échelle du département qui a perdu pendant cette période 67 % de ses exploitations,. La surface agricole utilisée sur la commune a également diminué, passant de 591 ha en 1988 à 545 ha en 2020. Parallèlement la surface agricole utilisée moyenne par exploitation a augmenté, passant de 13 à 21 ha.

## Culture locale et patrimoine

### Lieux et monuments
- Château de Cabrerolles

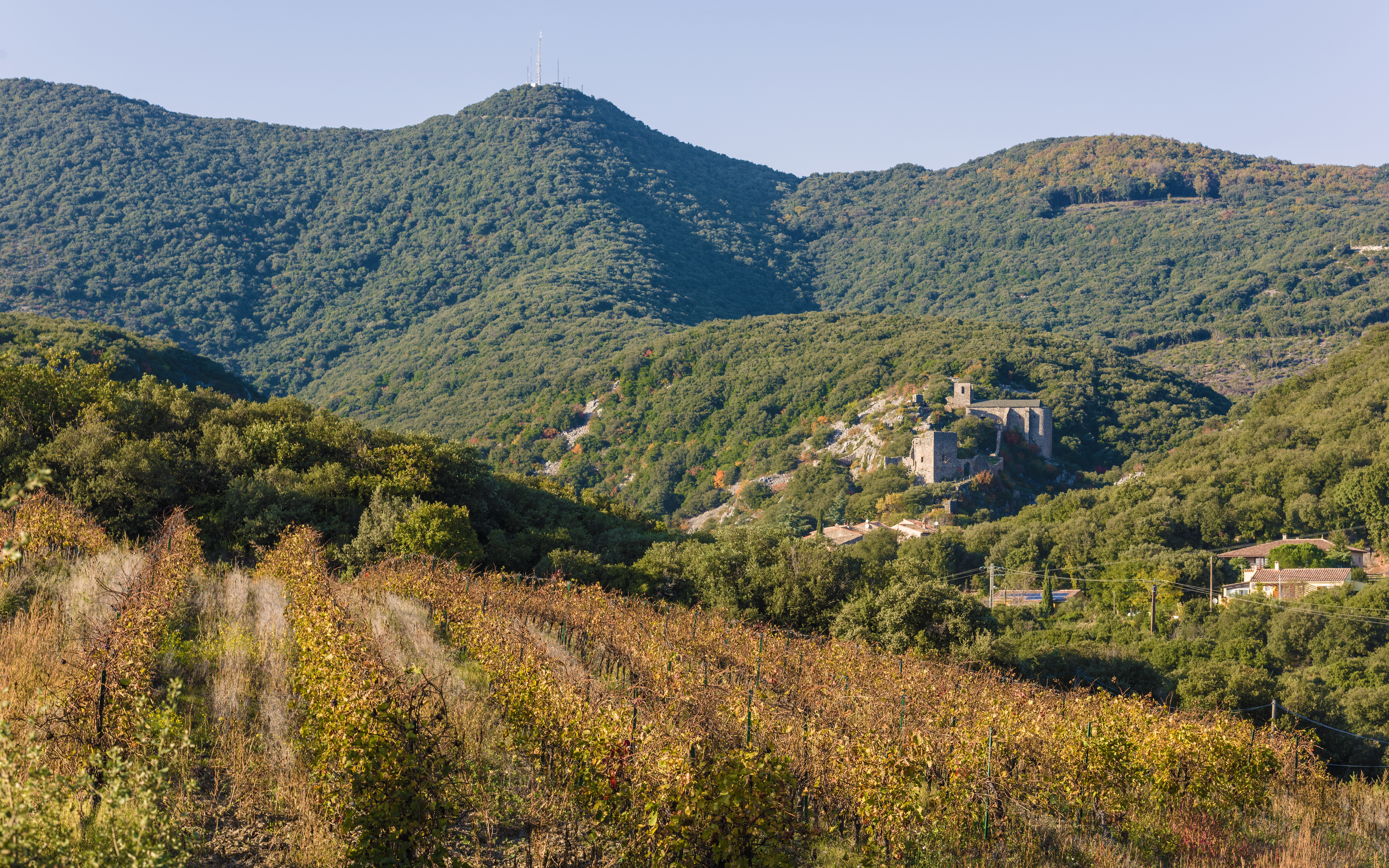
Le château de Cabrerolles et des vignes.

- Chapelle castrale Notre-Dame-de-la-Roque
- Église Saint-Amand de Cabrerolles
- Trou de Météore
- Pic de la Coquillade

### Héraldique
|  | Les armoiries de Cabrerolles se blasonnent ainsi : D'hermine au pairle losangé d'or et d'azur. |

### Personnalités liées à la commune
- Roger Fite (1938-2020), deuxième ligne international de rugby à XV né à Cabrerolles.
- Vincent Sauvage (batteur du groupe Zebda), membre honoraire de la confrérie du vin de Faugères, fils, petit-fils et descendant de Cabrerollais.
- Michel Polac (1930-2012), journaliste, écrivain, critique et producteur de radio-télévision, repose au cimetière de Cabrerolles.
- Damien Blanquefort, vice-champion de France 2010 de sport électronique sur le jeu vidéo Team Fortress 2.